# Ніколаєнко Іван Васильович
Іва́н Васи́льович Нікола́єнко (21 червня 1924, Піски — 6 квітня 1994, там само) — передовик сільського господарства Української РСР, бригадир рільничої бригади колгоспу «Новий шлях» Чернігівського району Чернігівської області.
Герой Соціалістичної Праці (1958).

## Життєпис
Протягом 37 років очолював рільничу бригаду колгоспу «Новий шлях» (с. Піски).
Член КПРС. Обирався делегатом XXIII з'їзду КПРС (1966).

## Нагороди
Указом Президії Верховної Ради СРСР від 26 лютого 1958 року за високі здобутки у збиранні і обмолоту льону присвоєне звання Героя Соціалістичної Праці з врученням ордена Леніна і золотої медалі «Серп і Молот».
Нагороджений великою срібною (1958) та бронзовою (1964) медалями ВДНГ СРСР.